# Neomonecphora
Neomonecphora is een geslacht van halfvleugeligen uit de familie schuimcicaden (Cercopidae). De wetenschappelijke naam van dit geslacht is voor het eerst geldig gepubliceerd in 1909 door Distant.

## Soorten
Het geslacht Neomonecphora omvat de volgende soorten:
- Neomonecphora insignis Distant, 1909
- Neomonecphora laurentana Lallemand, 1949
- Neomonecphora nigropraetexta (Lallemand, 1939)
- Neomonecphora obtusa Nast, 1950
- Neomonecphora robusta Nast, 1950